# 急诊室 (电视剧)
《急诊室》（英語：Casualty，風格化：Casual+y）是一部英国醫療劇，由傑瑞米·布洛克和保羅·昂溫创建，原監製為傑蘭特·莫利斯，自1986年9月6日每周六晚開始于英國廣播公司第一台上播出，是世界上最长寿的醫療劇。該劇情節設定在虚构的霍爾比市醫院，围绕着医院急症室里的医生和病人。該劇的衍生節目《霍爾比市》于1999年开始播放，场景亦设定在同一间医院。两部劇集的情节和演员不时会有关聯，但两部劇集可以单独收看。
為慶祝《急诊室》播放30週年，其於2016年8月27日系列第31的第1集，播出一集長篇劇集，以作記念。而該系列的最後一集，其创建者保羅·昂溫特別回来，並以一台攝影機，五個吊桿操作員，四十個麥克風，進行一鏡過的拍攝制作工作。

## 製作

### 拍攝
《急诊室》醫院早期取景於西南英格蘭的布里斯托城市学院。到系列第26的第16集為止，節目主要拍攝取景于布里斯托市中心附近，布里斯托港及克利夫頓吊橋等當地著名地標，亦曾出現於劇中，而在之後劇集轉至位於南威爾斯卡迪夫的Roath Lock（英國廣播公司其中一間電視製作工作室）進行拍攝。在卡迪夫拍攝的第一集，即系列第26的第17集，因記念劇集播放25週年以及其搬遷，而播出一集80分鐘的長篇劇集。

## DVD發行
《急诊室》前三個系列由2 Entertain及Cinema Club于英國（DVD2區碼）發行。而在澳大利亞（DVD4區碼）方面，第一個系列由Umbrella Entertainment發行。
| 標題 | 標題        | DVD數量 | 年份   | 集數 | DVD發行       | DVD發行       | DVD發行 |
| 標題 | 標題        | DVD數量 | 年份   | 集數 | 2區碼         | 4區碼         |         |
| ---- | ----------- | ------- | ------ | ---- | ------------- | ------------- | ------- |
|      | 急診室系列1 | 4       | 1986年 | 15集 | 2006年4月10日 | 2008年12月8日 |         |
|      | 急診室系列2 | 4       | 1987年 | 15集 | 2006年7月10日 | 不適用        |         |
|      | 急診室系列3 | 3       | 1988年 | 10集 | 2006年9月11日 | 不適用        |         |

## 獎項
| 年份 | 頒獎典禮           | 獎項                             | 提名                                                  | 結果 |
| ---- | ------------------ | -------------------------------- | ----------------------------------------------------- | ---- |
| 1988 | 英國電視學院獎     | 最佳音響主管                     | 羅德·劉易斯                                           | 提名 |
| 1991 | 英國電視學院獎     | 最佳影帶錄影剪接師               | 麥爾坎·班索普                                         | 獲獎 |
| 1991 | 英國電視學院獎     | 最佳影片燈光師                   | 基斯·沃茨                                             | 提名 |
| 1991 | 英國電視學院獎     | 最佳影帶錄影剪接師               | 奈傑爾·卡特爾                                         | 提名 |
| 1992 | 皇家電視學會獎     | 最佳劇集                         | 最佳劇集                                              | 獲獎 |
| 1992 | 英國電視學院獎     | 最佳化妆及髮型師                 | 蘇·克內博內                                           | 獲獎 |
| 1992 | 英國電視學院獎     | 最佳影片燈光師                   | 塞戴歷·里奇                                           | 提名 |
| 1992 | 英國電視學院獎     | 最佳电影或视频剪接師（虛構作品） | 阿倫·迪臣                                             | 提名 |
| 1993 | 英國電視學院獎     | 最佳化妆及髮型師                 | 揚·內爾科                                             | 提名 |
| 1993 | 英國電視學院獎     | 最佳劇集                         | 最佳劇集                                              | 提名 |
| 1996 | 大不列颠作家公会獎 | 電視 - 原创劇集                  | 大衛·喬絲·伯克利                                      | 提名 |
| 1997 | 國家電視獎         | 最受欢迎新人                     | 喬納森·科利甘（飾演山姆·科洛比）                      | 提名 |
| 1998 | 皇家電視學會獎     | 最佳音效 - 劇集                  | 哥連·蘇魯威，奈傑爾·阿波特（集數名：The Golden Hour） | 獲獎 |
| 1998 | 國家電視獎         | 最受欢迎新人                     | 克萊兒·葛斯（飾演天娜·西布露克）                      | 提名 |
| 1999 | TV Quick Awards    | 最受欢迎劇集                     | 最受欢迎劇集                                          | 獲獎 |

## 備註
1. ↑  因為當時第一台臨時播放王太后過世新間，而轉至第二台播出。